# Riksväg 426
Riksväg 426 (norska: Riksvei 426) är en riksväg i Eigersunds kommun i Rogaland fylke i sydvästra Norge som går mellan Europaväg 39 vid Krossmoen och Nordsjöterminalen vid staden Egersund. Vägen är 15,3 kilometer lång och asfalterad.

## Anslutningar
Riksväg 426 ansluter till:
- Europaväg 39 (vid Krossmoen)
- Fylkesväg 44 (vid Egersund)